# アイザック・ライト・ジュニア
アイザック・ライト・ジュニア（1962年1月23日 - ）は、米国ニュージャージー州の資格を有する弁護士である。2021年ニューヨーク市長選挙に立候補した。
1991年、ライトは5週間にわたる裁判の末、12人の陪審員によりコカインの密売に関する10の訴因で有罪の評決を受け、終身刑を言い渡された。しかし、1997年、この有罪判決は彼と弁護人の訴えにより覆された。法廷で証拠として提出された薬物に関し、警察が違法な捜索差押を行い証拠を隠蔽していたことが明らかになったためであり、また、検察官が、共同被告人が有利な司法取引を行っていたことを知りながら彼の裁判で証人として証言させていたためである。米国ABC放送は、彼の人生から着想を得た法廷ドラマ「フォー・ライフ」を制作した。

## 幼少期
ライトは1962年1月23日に、フロリダ州オーランドにおいて、父でアイザック・ライト・シニアと母サンドラ・B・ライトの間に生を受けた。バークレー高校に入学した。

## キャリア
1980年代後半になって、ポップとアーバン・コンテンポンラリーのユニットであるザ・カバーガールズの音楽プロデューサーとして活動した。彼の未来の妻であるサンシャイン・ライトがボーカルを務めていた。

### 逮捕と服役
ライトは1989年７月25日にニュージャージー州パセーイクにおいて、共同被告人から2ポンドのコカインを購入した被疑事実で逮捕された。1991年4月、ライトは数々の薬物犯罪で有罪判決を受けた（この有罪判決は、後年、法廷提出証拠に関する警察の違法な捜索差押の隠蔽と、検察官が有利な司法取引を行っていたことを知りながら共同被告人に証人として証言させたことにより覆された。）。ライトは、5週間の裁判の末、12人の陪審員の評決により、ニュージャージー州サマーセット郡において、コカインの売買に関する10の薬物関係の訴因で有罪の評決を受け、1991年には、ニュージャージー州の麻薬王処罰法により義務的終身刑を言い渡された。ライトの妻は罪状認否において有罪の答弁をし、9か月服役した。ライトは控訴し、1995年、ニュージャージー州裁判所控訴部は第一審判決のほとんどを維持した。ただし、第一審判決中、ライトがニュージャージー州フランクリンと同州ニュー・ブランスウィックにおいてコカインの密売ネットワークを取り仕切っていたという事実認定に基づく部分は、陪審員に対する指示が不適切であったことにより棄却された。ニュージャージー州最高裁判所は控訴審の判決を支持した。

### 法曹への道
収監中、ライトは、ニュージャージー州トレントンにあるニュージャージー州立刑務所において、刑務所内のパラリーガル組織である「囚人パラリーガル協会（the Inmate Legal Association）」でパラリーガルとして活動した。ライトは、刑務所内での違反行為について他の囚人を弁護し、刑事裁判において上訴する囚人がいた場合は補充的な法律文書を作成して支援した。ライトによれば、ライトは20人の囚人仲間を誤判から救済した。1996年には、ライトと彼の弁護人であるフランシス・ハートマン（Francis Hartman）は、ライト自身の再審の申立てに成功し、保釈を得た。1997年12月、ライトおよび弁護人が訴訟を提起し、残された有罪判決は覆された。理由は、サマーセット郡の法執行官が、ライトの裁判に提出されたコカインの捜索差押が違法に行われた証拠を隠蔽していたことと、またサマーセット郡の検察官が、有利な司法取引が行われていたことを知りながら、ライトの裁判において共同被告人に証人として証言させたことであった。これにより、裁判所はライトに対して提起されていた公訴を棄却した。 米国ABC放送は、彼の人生から着想を得た法廷ドラマ「フォー・ライフ」を制作した。
刑務所からの釈放後、ライトはニュージャージー州立トーマス・エジソン大学を2002年に卒業し、社会福祉を専攻して学士（理学）の学位を取得した。その後、2007年にはフロリダ州マイアミのセント・トーマス大学ロースクールを卒業して法務博士の学位を取得し、2008年にはニュージャージー州の司法試験に合格した。9年間にわたる人格審査を経て、ニュージャージー州弁護士会資格審査委員会はライトが適格であることを認めてライトの入会申請を受理し、2017年、ライトはニュージャージー州の弁護士資格を取得した。ライトは現在、ニュージャージー州のハント・ハムリン&リドリー法律事務所（Hunt, Hamlin & Ridley）において勤務している。

### 政治家として
2020年12月、ライトはニューヨーク市長選挙に民主党から出馬すると表明した。刑事司法と警察の改革が選挙戦における目玉の政策であったが、税制・学校における差別撤廃・ホームレス政策および交通政策にも注力した。立候補の発表後、ラッパーの50セントがツイッターにおいて「彼は本物だ。こういう人が必要だ。」と投稿した。ライトは得票率0.2%で敗退した。